# شهرستان ستاشوف
شهرستان ستاشوف (به لهستانی: Powiat Staszów) یک شهرستان در لهستان است که در استان اشوی‌داشکسیه واقع شده‌است. شهرستان ستاشوف ۹۲۴٫۸۰ کیلومتر مربع مساحت و ۷۳٬۱۲۵ نفر جمعیت دارد.